# Historia (Franța)
Historia este o revistă de istorie din Franța cu apariție lunară.

## Istoric
Revista Historia a fost creată de un fost librar care a devenit editor Jules Tallandier, care în 1908 a lansat revista Lire-moi, alcătuită din povești de aventuri, și revista literară omologă Lire-moi bleu. În decembrie 1909 a apărut Lisez-moi historique subintitulată Historia. Revista și-a încetat apariția din 1937 până în 1945.
Maurice Dumoncel, președintele editurilor Tallandier și nepotul lui Jules Tallandier, a relansat în 1946 revista ilustrată Lisez-moi Historia, „revista vie a trecutului”. În ianuarie 1955, revista și-a luat numele actual.
Lider al revistelor de popularizare istorică postbelică, revista a avut aproape 300.000 de exemplare în anii 1960, declinul venind la puțin după aceea. În 1994, Historia și Historama au fuzionat într-o singură revistă cu un tiraj de 120.000 de exemplare.
Revista publică articole și dosare scrise de istorici cunoscuți. Dosarele sunt aprofundate la fiecare două luni.
În 1999, grupul Sebdo-Le Point, deținut de Francois Pinault prin intermediul companiei Artémis, compania sa financiară, a cumpărat Editura Tallandier, cea care edita revista Historia.
Editura Tallandier a fost apoi fragmentată. Sucursala de presă a fost păstrată în cadrul grupului Sophia Publications care aparține de grupul Point.
În 2014, François Pinault a vândut Sophia Publications lui Maurice Szafran, fost președinte al revistei Mariannei, Thierry Verret, fost director general al grupului France Agricole și lui Gilles Gramat, partener al fondului Pragma Capital.
În iunie 2016, grupul Perdriel, proprietarul revistelor Challenges și Sciences et Avenir, a cumpărat compania Sophia Publications, cea care edita revistele La Recherche, L'Histoire, Historia și Le Magazine littéraire.
În 50 de ani, vânzările Historia s-au redus simțitor, trecând de la 300.000 de exemplare lunare în anii 1960 la 50.000 de exemplare în 2016, suferind eroziunea comună întregii prese scrise franceze.
La 13 decembrie 2017, grupul Renault a anunțat că achiziționează 40% din acțiunile din Sophia Publications, pentru a oferi conținut utilizatorilor vehiculelor conectate ale mărcii.

### Poziționare
Revistă populară, Historia păstrează dorința de divertisment în centrul abordării sale, în timp ce o altă revistă L'Histoire se bazează mai mult pe rigoarea științifică.

### Premiu
Începând cu 2010, Historia acordă în fiecare an un premiu Historia, destinat să răsplătească autorii unor lucrări istorice.